# André Lefèvre
Pour les articles homonymes, voir André Lefèvre (homonymie) et Lefèvre.
André Lefèvre, né le 17 juin 1869 à Paris 10e et mort dans cette ville le 5 novembre 1929, est un homme politique français.

## Biographie
Tout d'abord parisien et socialiste, proche de René Viviani, il devient conseiller municipal de Paris, président du conseil municipal en 1907-1908, puis conseiller général de la Seine, élu dans le 5e arrondissement de Paris.
Fort de cette position, il se présente sous l'étiquette du nouveau Parti républicain-socialiste aux élections législatives de 1910, à Aix-en-Provence. En 1913, il entre au conseil général des Bouches-du-Rhône. Réélu député en 1914 après avoir rejoint la centriste Fédération des gauches, il rejoint le groupe de l'Union républicaine radicale et radicale-socialiste, puis, en 1919, la tout aussi modérée Gauche républicaine démocratique, affiliée à l'Alliance démocratique.
Battu en 1924, il se retire à Paris.
- Député des Bouches-du-Rhône de 1910 à 1924
- Sous-secrétaire d'État aux Finances du 3 novembre 1910 au 3 février 1911 dans le gouvernement Aristide Briand (2)
- Ministre de la Guerre du 20 janvier au 16 décembre 1920 dans les gouvernements Alexandre Millerand (1), Alexandre Millerand (2) et Georges Leygues

## Décoration
- Commandeur de la Légion d'honneur